# 黄松花栗鼠
黄松花栗鼠 (Neotamias amoenus)是一种啮齿目松鼠科动物。分布于北美洲西部，加拿大和美国的部分地区。
这些花栗鼠通常见于灌木丛覆盖的地区，以及加利福尼亚州，它们的栖息地海拔约为975至2,900米。 

## 外形特征
它们体色暗红或浅黄褐色，有5道纵向深色（黑色或黑褐色）条纹与4道浅色条纹相间排列。外侧一对浅色条纹为乳白色，较细，中间一对的是灰色或烟灰色。 头部两侧各有三条深色条纹与两条浅色条纹相间，顶部黑色或烟灰色。
雌雄个体脑容量相似，有大致相同的尾部长度、耳朵长度，下排牙齿长度，但是雌性在其他身体尺寸上更大；平均体重各不相同，较大的雄性个体体重平均为49.7克，雌性53.5g。 虽然雄性占优的体型性别差异在哺乳动物中很普遍， 黄松花栗鼠呈现出雌性占优的性别差异。

## 食性
黄松花栗鼠是储存种子的冬眠动物，其冬季和春季的健康状况受到资源可用性及其夏季和秋季觅食行为的影响。  由于它们在冬眠前不会囤积体脂，因此，它们的贮藏室，或者它们准备的冬季食物供给，是衡量其在冬季存活的可能性，以及在春季能否获得繁殖成功的重要指标。  在温暖活跃的季节，花栗鼠收集可以获得的种子，然后将种子分布存储于在各处的埋藏点，之后再将它们取回以供储藏。  研究发现，黄松花栗鼠避免不同次装载的埋藏点之间重叠，同一次装载的埋藏点之间平均最近邻距离为1.4–4.9 m；此外，距离食物来源越远，黄松花栗鼠同一次装载的埋藏点间距就越大。

## 繁殖
雌雄两性均有有生殖器骨：雄性有阴茎骨，雌性有阴蒂骨。 冬眠结束后，一年一度的繁殖活动于四月底/五月初开始，(由于气温上升)雄性个体的睾丸的尺寸会在此时扩大；类似地，雌性个体的卵巢和子宫也会扩大。 雌性的发情期只有一天，她们会在3至5天前发出的声音，让雄性注意到她们愿意繁殖，引起雄性个体间的性内选择。雌性个体会与一个或多个的进入她巢穴的雄性交配。 平均产仔数大概是4或5个，于五月底/六月初分娩；六胎的情况下，幼体更小，表明了母亲的生理极限。哺乳期间持续约2个月，到了九月初，新生个体体型与种群其他个体接近。 据观测，雌性繁殖成功与否与体型显著相关，而雄性繁殖成功与否与体型无关。